# Novaki Šćitarjevski
Novaki Šćitarjevski is een plaats in de gemeente Velika Gorica in de Kroatische provincie Zagreb. De plaats telt 170 inwoners (2001).